# Граймс, Фрэнсис
Фрэнсис Граймс (англ. Frances Grimes, полное имя Frances Taft Grimes; 1869—1963) — американская женщина-скульптор, известна как автор бюстов и барельефных портретов.

## Биография
Родилась 25 января 1869 года в семье врачей, в городе Braceville, округ Трамбулл, штат Огайо. Выросла в Декейтер, штат Иллинойс.
Училась в Институте Пратта в Нью-Йорке с Гербертом Адамсом и работала в качестве его помощника с 1894 по 1900 годы. С 1901 года Граймс стала ассистентом Огастеса Сент-Годенса и работала с ним до самой его смерти в 1907 году.
Фрэнсис Граймс была членом Национального общества скульпторов, была избрана в Национальную академию дизайна в качестве ассоциированного члена в 1931 году, и полным академиком — в 1945 году. В последние годы жила в Нью-Йорке.
В Зале славы великих американцев имеются бюсты двух женщин, автором которых была Граймс — Шарлотты Кашмен и Эммы Уиллард.
Умерла в 1963 году в Нью-Йорке, США.